# Алиф васля
Хамзату-ль-васль или алифу-ль-васль, реже — алиф васля (ٱ, араб. همزة الوصل, ألف الوصل‎, дословно — «хамза соединения») — арабская буква, используемая для написания звука хамза в артикле «аль» ال‎ (ٱل‎), в глаголах (напр.: ٱفعل‎, [ифʽаль], «сделай») и в именах существительных (напр.: ٱسم‎ [исм], «имя»).

## Применение
Как известно, в арабском языке слово или предложение не может начинаться с буквы с сукуном (то есть без гласной). В таких случаях читалась хамза, которую опускали при нахождении в середине слова. Она не писалась, пока те, кто не владел арабским языком, не стали игнорировать алиф васлю. Для избежания этого была изобретена хамзату-ль-васль, которая ставится в начале слова и читается только если слово стоит в начале предложения.
Хамзату-ль-васль пишется (в скобках приведены примеры):
- в артикле «аль» (ٱلكتاب [книга]);
- в глаголах повелительного наклонения (ٱفعل [сделай]);
- в глаголах с пятью или шестью буквами страдательного залога (ٱنكسر [сломался]);
- в десяти именах существительных: ٱسم [имя], ٱمرؤ [человек, мужчина], ٱمرأة [женщина], ٱثنين [два], ٱثنتين [две], ٱبن [сын], ٱبنة [дочь], ٱبنم [вариант слова ٱبن], ٱيمن‎ [слово для клятвы], ٱيم [вариант слова ٱيمن];
- в именах действий (образованы от глаголов страдательного залога с пятью или шестью буквами)[3]

В настоящее время знак практически не используется (кроме как в Коране) и заменяется обычным алифом (ا), иногда добавляя к нему фатху, дамму или кясру (напр.: اِغلق‎). Знак добавлен в Юникод.

## Произношение
В артиклях алиф васля читается как хамза с фатхой (примерно как русская «а»). Если перед артиклем стоит слово, заканчивающаяся на сукун, то хамзату-ль-васль читается как «и». Иначе алиф васля не читается. Напр.: قالت ٱلأعراب‎ [къа: лят ильаʽра: б(у)] (сказали бедуины). Или: قال ٱلرجل‎ [къа: ля рраджуль(у)] (сказал человек)
В глаголах это зависит от третьей буквы: в слове ٱفعل‎ [ифʽаль] («сделай») третья буква (ـعـ) произносится с фатхой (звук «а»), значит, хамзату-ль-васль будет читаться примерно как русская «и». Также хамзату-ль-васль читается с кясрой, если третья буква произносится с кясрой (звук «и»). Пример: ٱغلق‎ [игъликъ], «закрой»). Если третья буква читается с даммой (звук «у»), то алифу-ль-васль тоже будет читаться как «у» (напр.: ٱكتب‎ [уктуб], «пиши»).
В именах существительных алиф васля всегда читается как «и», независимо от значения и звучания (напр. ٱبن [ибн], «сын»). Но если после произносится звук «й», то васля читается как «а» (напр.: ٱيمن الله‎ [айманул Ллаһ], «клянусь Богом»).

## Примеры
- ما ٱسمك؟‎ [ма смук(а)] — Как тебя зовут?
- !ٱغسل ٱلنافذة‎ [игъсиль иннафиз’а(та/һ)] — Помой окно!
- .قد ٱنتهى محمد من ٱلعمل‎ [къад интаһа: муһаммадун мин альʽамаль(и)] — Мухаммад закончил работу.